# Żeronie
Żeronie – wieś w Polsce położona w województwie łódzkim, w powiecie piotrkowskim, w gminie Grabica.
W latach 1975–1998 miejscowość administracyjnie należała do województwa piotrkowskiego.
Żeronie należą do dekanatu dłutowskiego. We wsi znajduje się kościół parafialny pod wezwaniem Matki Bożej Częstochowskiej.
W 1943 Niemcy wprowadzili nazwę okupacyjną Scherone.